# Solenopsis delta
Solenopsis delta é uma espécie de formiga do gênero Solenopsis, pertencente à subfamília Myrmicinae.